# MetalDays
MetalDays (anciennement Metalcamp) est un festival de heavy metal organisé annuellement à Tolmin, en Slovénie, actif entre 2004 et 2023. À partir de 2013, le festival est renommé de Metalcamp, en Metaldays. En 2025, à la suite d'une annonce sur Internet, le festival est définitivement annulé.

## Histoire

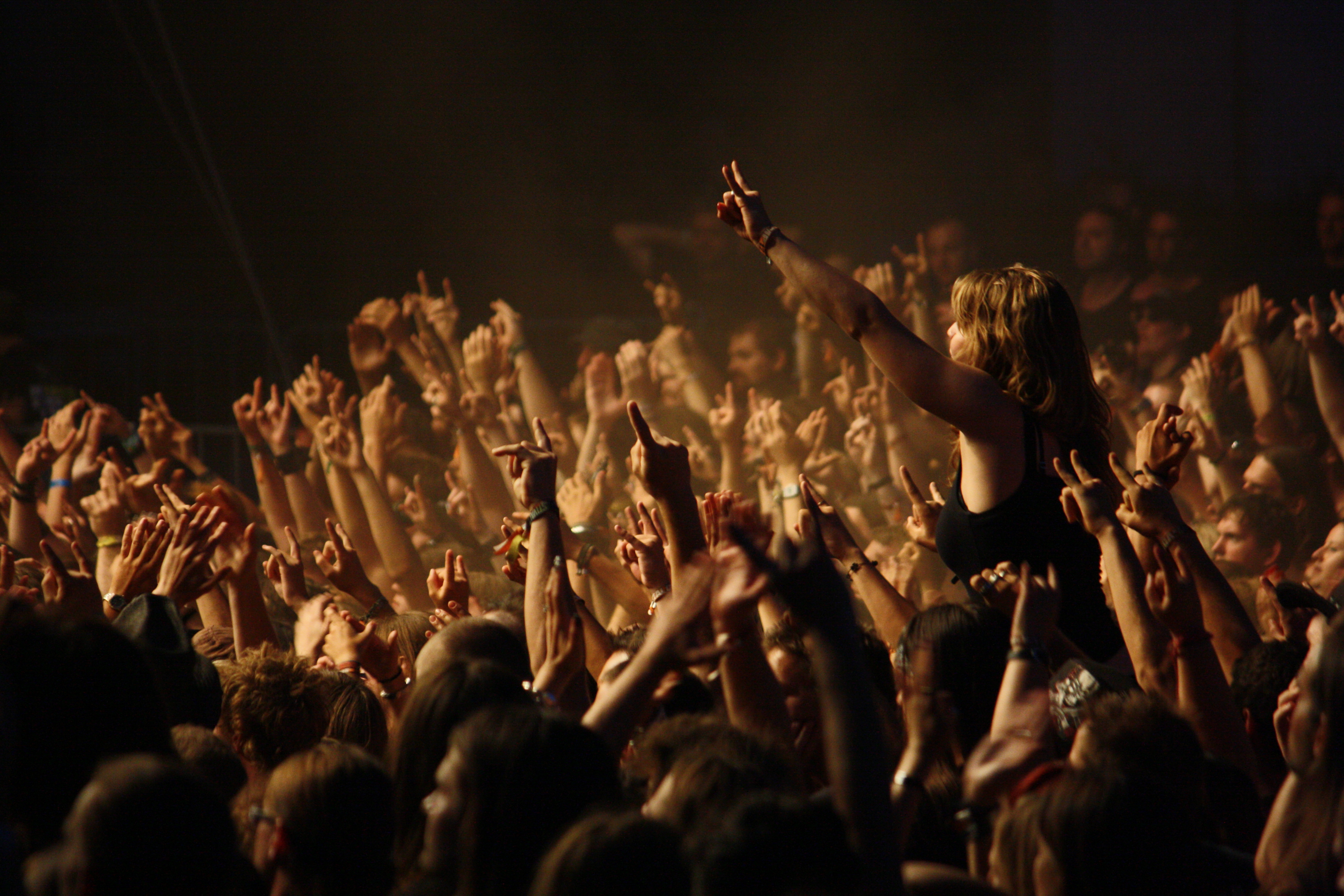
Metalcamp de 2012.

Le festival est de plus en plus populaire chaque année et bénéficie d'une plus grande couverture médiatique. Des groupes comme Megadeth, Slayer, Amon Amarth, Volbeat, Sabaton et bien d'autres s'y sont produits. En 2010, le nombre de billets était limité à 12 000, mais avec le nouveau site, la limite est augmentée à 25 000. MetalDays est également connu pour ses initiatives en matière de développement durable et d'écologie et a remporté un prix pour un avenir plus vert cinq années consécutives,.
2012 est la dernière année où le nom Metalcamp est utilisé. Depuis 2013, le festival s'appelle MetalDays. En 2023, le lieu de l'oganisation du festival passe de Sotočje, Tolmin, Slovénie au lac Velenje, Velenje, Slovénie.
En septembre 2022, un nouveau festival Metal à Tolmin appelé Tolminator est annoncé. Ce festival est beaucoup plus petit avec des billets limités à 5 000.
L'édition 2024 est annulée pour des raisons financières, notamment à la suite de l'annulation l'année précédente de deux jours de festival pour cause d'importantes inondations. Toutefois une édition 2025 reste prévue du 27 juillet au 2 août 2025. Cependant, en 2025, à la suite d'une annonce sur Internet, le festival est définitivement annulé. Suite au Covid-19 ainsi qu'aux inondations en 2023, les finances du festival ne permettent pas de le maintenir a flot.

## Lieu
Le festival était situé à Sotočje, Tolmin, Slovénie, qui se trouve entre les deux rivières de montagne appelées Tolminka et Soča. MetalDays disposait de deux plages réservées au festival et d'une zone de camping. À partir de 2023, le lieu des MetalDays est déplacé au lac Velenje, Velenje, Slovénie. Le festival offre une grande zone de camping, avec des options de glamping et de tentes pré-implantées. L'endroit est facilement accessible en train, en bus ou en voiture.

## Programmations

### 2004
Les 20 et 21 août : Danzig, Apocalyptica, Hypocrisy, Sentenced, Primal Fear, Katatonia, 
Dew-Scented, Dead Soul Tribe, Fleshcrawl, Mnemic, Prospect, Belphegor, Ancient, Destruction, Brainstorm, Dark Funeral, Vintersorg, Finntroll, Green Carnation, Ektomorf, Noctiferia.

### 2005
Les 24, 25 et 26 juin : Slayer, HammerFall, Yngwie Malmsteen, In Extremo, Noctiferia, Betzefer, Suidakra, Soulfly, Obituary, J.B.O., Kataklysm, Ektomorf, Morgana Lefay, Graveworm, Hatesphere, Belphegor, Anthrax, Children of Bodom, Therion, Dissection, Disbelief, Exciter, The Duskfall, Prospect.

### 2006
21–23 juillet 2006 : Amon Amarth, Hypocrisy, Jon Oliva's Pain, Nevermore, Deathstars, Decapitated, Scaffold, Dimmu Borgir, Testament, My Dying Bride, Soilwork, Wintersun, Evergrey, Heaven Shall Burn, Excelsis, Opeth, Kreator, Edguy, Kataklysm, Gorefest, Cataract, Mystic Prophecy, Mely.

### 2007
Les 16 et 22 juillet à Tolmin (les concerts ayant lieu du 17 au 21) : Motörhead, Blind Guardian, Cradle of Filth, Immortal, Hatebreed, Sepultura, Satyricon, The Exploited, Sodom, Doro, Grave Digger, Threshold, Unleashed, Converge, Dismember, Ensiferum, Die Apokalyptischen Reiter, Dew-Scented, Graveworm, The Vision Bleak, Disillusion, Born from Pain, Krypteria, Eluveitie, Aborted, Vreid, Korpiklaani, Sadist, Full Blown Chaos, Animosity, Prospect, Alltheniko, Noctiferia, Eventide, Ars Moriendi, Sardonic, Nervecell.

### 2008
Du 4 au 8 juillet à Tolmin : Alestorm, Amon Amarth, Apocalyptica, Arch Enemy, Behemoth, Biomechanical, Brainstorm, Carcass, Catamenia, Dark Fortress, Dead Beyond, Buried, Drone, Eluveitie, Evergrey, Fear My Throughts, Finntroll, Gorilla Monsoon, Hacride, Hate, Helloween, Herfst, Iced Earth, In Extremo, In Flames, Korpiklaani, Legion of the Damned, Machinemade God, Merceneray, Meshuggah, Ministry, Misery Speaks, Morbid Angel, Mystic Prophecy, October File, Onslaught, Opeth, Penitenziagite, Perishing Mankind, Rage, Sahg, Six Feet Under, Skyforger, Soilwork, Subway to Sally, Sybreed, Tankard, Textures, The Sorrow, Volbeat, Wintersun.

### 2009
Du 3 au 7 juillet à Tolmin : Aborted, Alestorm, Amon Amarth, Attica Rage, Belphegor, Blind Guardian, Centaurus A, Deathstars, Death Angel, Destruction, Die Apokalyptischen Reiter, Dimmu Borgir, Down, DragonForce, Dreamshade, Edguy, Extrema, Graveworm, Hackneyed, Hatebreed, Hatred, Hollenthon, Kataklysm, Keep of Kalessin, Kreator, Lamb of God, Legion of the Damned, My Dying Bride, Mystic Prophecy, Napalm Death, Negură Bunget, Nightwish, Satyricon, Sodom, Sonic Syndicate, Sons of Seasons, Suidakra, Testament, Vader

### 2010
Du 5 au 11 juillet 2010 à Tolmin : Abinchova, Abstinenz, Aceldama, Aeveron, All Seasons Remain, Arkona, As Memory Dies, Ashes You Leave, Behemoth, Bilocate, Birth of Horus, Brezno, Cannibal Corpse, Captivity, Clairvoyants, Coprolith, Crowbar, D-Swoon, Dark Tranquillity, DeathScent, Decapitated, Demonical, Deströyer 666, DevilDriver, Diabolos Dust, Dornenreich, Eluveitie, Endless Agony, Enforcer, Enochian Theory, Ensiferum, Epica, Equilibrium, Ex Deo, Exodus, Finntroll, FlameThrower, Gonoba, Hamlet, HammerFall, Heaven Grey, Heidevolk, HellCats, Illuminata, Immortal, Insomnium, Kalmah, Korpiklaani, Kupid's Kurse, Leaves' Eyes, Locracy, Lujuria, Metsatöll, Morana, Myrath, Negligence, Nephrolith, Nevermore, Noctiferia, Obituary, Omega Lithium, Overkill, Paradise Lost, Raven Death, Sabaton, Sadist, Schwarzkristall, Sempiterna, Sense of a Divination, Six Feet Under, Sonata Arctica, Soulfly, Steelwing, Suicidal Angels, The Antiproduct, The Crestfallen, The Devil's Blood, The Exploited, Titana, Trail of Tears, Twintera, Varg, Vulvathrone.

### 2011
Du 11 au 17 juillet 2011 à Tolmin : Accept, Achren, Airbourne, Alestorm, Amorphis, Arch Enemy, Ava Inferi, Avatar, Beholder, Blind Guardian, Brainstorm, Brujeria, Bulldozer, Cold Snap, Death Angel, Deicide, Die Apokalyptischen Reiter, Hate, Imperium Dekadenz, In Extremo, In Solitude, Kalmah, Obscura, October File, Rising Dream, Ritam Nereda, Serenity, Slayer, Suicidal Angels, Taake, Thaurorod, The Ocean, Trollfest, Vanderbuyst, Visions of Atlantis, Vulture Industries, Watain, Winterfylleth, Wintersun, Virgin Steele, Zonaria.

### 2012
Du 5 au 11 août 2012 à Tolmin :  Amon Amarth, At the Gates, Ava Inferi, Avven, Before the Dawn, The Black Dahlia Murder, Brezno, Cattle Decapitation, Dark Funeral, Doomed, Dust Bolt, Edguy, Eluveitie, Epica, Finntroll, The Furious Horde, Gorguts, Grand Magus, Hatebreed, Hatesphere, Heathen, Heidevolk, Incantation, Inmate, Kataklysm,Korn, Korpiklaani, Krampus, Madball, Machine Head, Metalsteel, Milking the Goatmachine, Morana, Municipal Waste, Napalm Death, Nexus Inferis, Nile, Noctiferia, Pain, Paradise Lost, Purify, Sabaton, Sanctuary, Septicflesh, Sin Deadly Sin, Sodom, Steelwing, Testament, Trollfest, Vicious Rumors, Warbringer, Wisdom

### 2013
Du 21 au 28 juillet 2013 à Tolmin sous le nom de Metaldays : 4ARM, Acid Death, Agan, Alestorm, Anaal Nathrakh, Annihilator, Arkona, ArseA, Attick Demons, Aura Noir, Avicularia, Benediction, Blaakyum, Bleed from Within, Bliksem, Bloodshot Dawn, Blynd, Brutal Truth, Calderah, Calling of Lorme, Candlemass, Chained Pistons, Chronosphere, Cold Snap, Coma, Cripper, Dark Salvation, Dark Salvation, Darkest Horizon, Dickless Tracy, Drakum, Dying Fetus, Emergency Gate, Ensiferum, Enslaved, Eternal Deformity, Exhumed, Extreme Smoke 57, Eyehategod, From the Depth, Gloryhammer, Gonoba, Graveworm, Hammercult, Herfst, Hypocrisy, Iced Earth, Ihsahn, Imperium, In Flames, Incinery, Inverted Pussyfix, Karlahan, Karnak, King Diamond, Kissin' Dynamite, Last Day Here, Legion of the Damned, Leprous, Lock Up, Mayhem, Meshuggah, Meta-stasis, Metal Church, Mouth of the Architect, Mustasch, Mystery, Nemesis My Enemy, Neurotech, Nightmare, Nya, Onslaught, Orange Goblin, Otargos, Overkill, Parasol Caravan, Pentagram, Pet the Preacher, Phantasmagoria, Powerwolf, Primordial, Ravenblood, Rest In Fear, Rising Dream, Sabbath Judas Sabbath, Samael, Shining, Soilwork, Sólstafir, Sonata Arctica, Space Unicorn on Fire, SpitFire, Steel Engraved, Stormcast, Subway to Sally, Svart Crown, Taake, The Canyon Observer, The Loudest Silence, The Rotted, Torche, Tsjuder, Turisas, Under the Abyss, Unleashed, Vallorch, Vicious Rumors, Wintersun, Within Destruction.

### 2014
20–26 juillet 2014, : Abinchova, Aborted, African Corpse, Alcest, Alogia, Alpha Tiger, Amorphis, Armaroth, Artillery, As It Comes, Asphyx, Benighted, Black Diamond, Borknagar, Brutality Will Prevail, Chain of Dogs, Children of Bodom, Condemnatio Cristi, Cripper, Cruel Humanity, Darkfall, Dead Territory, Deadend in Venice, Downfall of Gaia, Drakum, Duirvir, Fallen Utopia, From the Depth, Ghost Brigade, GOLD, Grave, Havok, Heaven Shall Burn, Helslave, Immolation, In Solitude, Inciter, Inquisition, Kadavar, Lord Shades, Manilla Road, Megadeth, Mephistophelian, Metalsteel, Moonsorrow, My Dying Bride, Nocturnal Depression, Obituary, Opeth, Possessed, Prong, Pyrexia, Rest in Fear, Rising Storm, Roxin Palace, Sabaton, Saltatio Mortis, Sapiency, Satyricon, Scarab, Skelfir, Soen, Space Unicorn on Fire, Suffocation, Tiamat, Torture Pit, Total Annihilation, Turning Golem, Vader, Valient Thorr, Vanderbuyst, Volbeat, Weeping Silence, Within Destruction, Zanthropya Ex, Zaria.

### 2015
19–25 juillet 2015 : Accept, Altair, Anvil, Arch Enemy, Avatar, Behemoth, Black Label Society, Blues Pills, Cannibal Corpse, Carcass, Carnifex, Crowbar, Deadlock, Death Angel, Demonic Resurrection, Devin Townsend Project, Diablo Blvd, Dr. Living Dead, Dream Theater, Eluveitie, Emil Bulls, Fear Factory, Hardcore Superstar, Hatebreed, Kataklysm, Krokodil, Manntra, Mephistophelian, Moonspell, Nuclear Chaos, Panikk, Profane Omen, Queensrÿche, Rest In Fear, Saxon, Sepultura, Skindred, Slomind, Suicide Silence, The Devil, Total Annihilation, Unearth, Vreid, Abandon Hope, Adam Bomb, Aeons Confer, Athropofago, Archgoat, Audrey Horne, Betraying the Martyrs, Blitzkrieg, Blutmond, Broken Mirrors, Chronic Hate, Conorach, Consecration, Daedric Tales, Dark Fortress, Desolate Fields, Dickless Tracy, DIS.AGREE, Divided Multitude, Emergency Gate, Eruption, ETECC, Ever-Frost, Flesh, Hirax, Infestus, Kampfar, Klamm, Kryn, M.A.I.M., Malevolence, Mass Hypnosis, Minotauro, Mist, Mooncry, Morana, Ne Obliviscaris, Nervosa, Noctiferia, Paragoria, Psykosis, Reek Of Insanity, Rotting Christ, Sacred Steel, Schirenc Plays Pungent Stench, SiliuS, Striker, Suborned, Sunchair, The Black Dahlia Murder, TomCat, Toxic Holocaust, War-Head, Year of No Light, Zombie Rodeo.

### 2016
24–30 juillet 2016 : At the Gates, Blind Guardian, Testament, DevilDriver, Between the Buried and Me, Cattle Decapitation, Dark Funeral, Delain, Die Apokalyptischen Reiter, DragonForce, Dying Fetus, Electric Wizard, Exodus, Gloryhammer, Graveyard, Immolation, Incantation, Marduk, Melechesh, Obscura, Skálmöld, Skindred, Bury Tomorrow, Gama Bomb, Gutalax, Horna, Jess Cox (Tygers of Pan Tang), Monolithe, Orphaned Land, Rise of the Northstar, Rosetta, Septicflesh, Skyforger, The Stone, Valkyrja, Cryptex, Dead Label, Dirge, Double Crush Syndrome, Drakum, Gloryful, Hackneyed, Infernal Tenebra, Larceny, Little Dead Bertha, Nameless Day Ritual, Nightmare, Obscurity, Painful, Penitenziagite, Sarcasm, The Canyon Observer, Victims of Creation, Weeping Silence, Blaze of Sorrow, Dead End, Deserted Fear, Elferya, Enthrope, Eruption, Fleshdoll, Fogalord, Halo Creation, Howling in the Fog, Jioda, Kain, Layment, Mist, Morana, Morywa, Mynded, Na Cruithne, Nemost, Nolentia, Retrace My Fragments, Sabaium, Sanity’s Rage, Sarcom, Scarred, Seduced, Zix, Bloodrocuted.

### 2017
23–29 juillet 2017 : Abbath, Absu, Amon Amarth, Angelus Apatrida, Architects, Aversions Crown, Avven, Battlesword, Batushka, Beheaded, Bloodbath, Blues Pills, Bömbers, Burn Fuse, Cancer, Carnage Calligraphy, Carrion, Chontaraz, Crisix, Dead End, Death Angel, Dool, Dordeduh, Doro, Ebony Archways, Equilibrium, Evil Invaders, Fallen Tyrant, Fir Bolg, Firespawn, Firtan, Fit For An Autopsy, For I Am King, Fractal Universe, Grand Magus, Grave Digger, Greybeards, Grime, Gust, Gutalax, Heaven Shall Burn, Hell, Hellcrawler, Iced Earth, Immorgon, Implore, In The Crossfire, Infected Chaos, Kadavar, Katana, Katatonia, Kobra And The Lotus, Krisiun, Lik, Loathe, Lost Society, Loudness, Lacabre, Marilyn Manson, MGLA, Moros, Morywa, Mynded, Myriad Lights, Na Cruithne, Nemost, Nord, Novacrow, Omophagia, Opeth, Ortega, Overtures, Pain, Pain Is, Pantaleon, Persefone, PIJN, Pikes Edge, Rapid Force, Raven, Rectal Smegma, Reverend Hound, Sanctuary, Sasquatch, Selfmachine, Seven Spires, Shining, Shotdown, Sinister, Sleepers' Guilt, Snake Eater, Sober Assault, Sólstafir, Spasm, Srd, Stortregn, Suicidal Angels, Tears of Martyr, The Black Court, The Crawling, The Foreshadowing, The Great Discord, Transceatla, Triosphere, Turbowarrior of Steel, Tyrmfar, Tytus, Vasectomy, Venom Inc., Vexevoid, Visions Of Atlantis, Warbringer, Whorion, Witchfynde, Zayn, Zora.

### 2018
21–27 juillet 2018 : Accept, Alestorm, And There Will Be Blood, Asomvel, Ater Era, Behemoth, Belphegor, Birdflesh, Cannibal Corpse, Caronte, Carpathian Forest, Children of Bodom, Cold snap, Coroner, Dekadent, Diamond Head, Dreamspirit, Ensiferum, Epica, Firtan, Girlschool, Goatwhore, Hate, Hatebreed, Hate Eternal, Hecate enthroned, Igorrr, Jig ai, Jinjer, Judas Priest, Kataklysm, Leprous, Loudness, The Lurking Fear, Master, Metal Allegiance, Mantar, Moros, Municipal Waste, Myrkur, Nordjevel, Obituary, Orcus o dis, Pallbearer, Pillorian, Primordial, Rage, Rotten Sound, Saille, Schammasch, Shining, Sinistro, Sober Assault, Sorcerer, Storm seeker, Tesseract, Vuur, Watain, Wiegedood.

### 2019
20–26 juillet 2019 : Akercocke, Alien Weaponry, Alkaloid, Altair, Animae Silentes, Arcanus, Arch Enemy, Athiria, Architects, Atrexial, Autopsy Night, Bel O Kan, Big Bad Wolf, Bloodshot Dawn, Bullet, Captain Morgan's Revenge, Circle of Execution, Cliteater, Coexistence, Convictive, Countless Skies, Critical Mess, Dead Label, Decapitated, Decaying Days, Demons and Wizards, Desdemonia, Dimmu Borgir, Distruzione, Doctor Cyclops, Dopelord, Dornenreich, Dream Theater, Esodic, Eternal Delyria, Fallen Arise, Fearancy, Finntroll, Fleshless, Ghaal's Wyrd, Glista, God Is an Astronaut, Heart of a Coward, Heathenspawn, Hellavista, Helstar, Hexa Mera, Hour of Penance, Hydra, Hypocrisy, Immortal Shadow, Impaled Nazarene, In the Woods..., Incursed, Infected Rain, Infinitas, Inmate, Islay, Kairos, Kalmah, Klynt, Korpiklaani, Kvelertak, Leave Scars, Leeched, Liquid Graveyard, Lucifer, Lurking, Molybaron, Moonskin, Morost, Necrophobic, Neurosis, Noctiferia, Nox Vorago, Obsolete Incarnation, October Tide, Orcus O Dis, Procreation, Pyroxene, Reject the Sickness, Richthammer, Rise of the Northstar, Ritam Nereda, Rolo Tomassi, Rotting Christ, Saturnus, Scardust, Shade of Hatered, Signs of Algorithm, Siska, Skeletal Remains, Slave Pit, Soilwork, Stoned Jesus, Supreme Carnage, Svart Crown, Swarm of Serpents, Tarja, Teleport, Ten Ton Slug, The Bearded Batards, The Privateer, The Ruins Of Beverast, The Vintage Caravan, Tiamat, Tribulation, Une Misere, Inhuman Insurrection, Voice Of Ruin, W.E.B., While She Sleeps, Winterhorde.

### 2020
26 juillet–1 août 2020 : 1914, Amon Amarth, Anthrax, As I Lay Dying, Asphyx, At the Gates, Baest, Benediction, Beyond Creation, Cattle Decapitation, Clutch, Cradle of Filth, Cro-Mags, Death Angel, Despised Icon, Devin Townsend, Hellripper, Jinjer, Malevolent Creation, Napalm Death, Official Darkest Hour, Paradise Lost, Rotting Christ, Sick of It All, Testament, Toxic Holocaust.

### 2021
29 juillet–1 août 2021 : Moonspell, Decapitated, Igorrr, SkyEye, Noctiferia, Metalsteel, Brutal Sphincter, Srd, Morost, Manntra, Inmate, Mist.

### 2022
Programmation :  Amenra, Angelus Apatrida, Bound to Prevail, Britof, Brutal Sphincter, Cabal, Carnation, Chains, Cold Snap, Convictive, Countless Skies, Cypecore, Darkfall, Deathchant, Death Angel, Decapitated, Doodseskader, Eternal Delyria, Evoken, Fleshcrawl, Ghøstkid, Gutalax, Hangman's Chair, Hegemone, Incantation, Incursed, Inmate, In Twilight's Embrance, Jegulja, Jinjer, Manntra, Mental Cruelty, Mercyful Fate, Meshuggah, Metalsteel, Mist, Molassess, Moonspell, Morost, Nanowar of Steel, Napalm Death, Noctem, Noctiferia, Obsidious, Orange Goblin, Panzerfaust, Party Cannon, Pilgrimage, Rotting Christ, Saor, Shores of Null, Signs of Algorithm, Sick of It All, Skindred, Skyeye, SRD, Stallion, Stam1na, Suffocation, Sylvaine, Testament, The Committee, The Devil's Trade, The Great Old Ones, The Halo Effect, The Privateer, Truchło Strzygi, Uada, Unearth, Visions of Atlantis, Voices, Vulture Industries, Whiskey Ritual, Year of the Goat.

### 2023
Archspire, At the Gates, Arises, Beyond God, Biohazard, Black Sonic Pearls, Blóđ, Brand of Sacrifice, Bullet for My Valentine, Carthagods, Chemiside, Church of the Cosmic Skull, Cro Mags, Cryptosis, Dead Corcoras, Destruction, Dehtrone the Corrupted, Diablo Swing Orchestra, Eleine, Element, Endseeker, Extreme Smoke 57, Fit for an Autopsy, Flesh, Goragorja, Graphic Nature, Guattari, Heaven Shall Burn, Heian, Heilung, Here Comes the Kraken, Heirophant, Hideous Divinity, In Flames, In Heaven, Infinitas, Kadavar, Kaoz, Ignea, Killswitch Engage, Kreator, Lizzard, Messa, Moshead, Napalm Death, Obituary, OKL's Fruitloops, Orbit Culture, Razvalina, Russian Circles, Sacred Reich, Scarlean, Secret Sphere, Siderean, Snøgg, Sólstafir, Souls of Diotima, Stengah, The Agonist, Stillbirth, The Callous Daoboys, The Raven Age, The Voynich Code, Thundermothi, Unto Others, Urne, When Plagues Collide.